# Królowa XXL
Królowa XXL (ang. Queen Sized) – amerykański film telewizyjny z 2008 roku.

## Treść
Maggie Baker jest licealistką, która ma kompleksy z powodu swojej nadwagi. Pewnego dnia koleżanki robią jej kawał i nominują ją na królową balu. Maggie początkowo jest przerażona, jednak po namyśle, decyduje się podjąć to wyzwanie.

## Obsada
- Nikki Blonsky - Maggie Baker
- Lily Holleman - Casey
- Liz McGeever - Liz
- Kimberly Matula - Tara
- Fabian C. Moreno - Louis
- Jackson Pace - Will
- Kelsey Schultz - Camille
- Kyle Russell - Clements Trip
- Brandi Coleman - Lucy Phillips
- Dodie Brown - dziewczyna z wideo